# Zdeněk Zlámal
Zdeněk Zlámal (Přerov, Checoslovaquia, 5 de noviembre de 1985) es un futbolista checo que juega de portero en el Heart of Midlothian F. C. del Campeonato de Escocia. 

## Clubes
| Club                         | País            | Año       |
| ---------------------------- | --------------- | --------- |
| SK Spartak Hulín             | República Checa | 2002-2004 |
| Hanácká Slavia Kroměříž      | República Checa | 2004-2005 |
| A. C. Sparta Praga           | República Checa | 2005-2007 |
| F. C. Tescoma Zlín (cedido)  | República Checa | 2006-2007 |
| F. C. Slovan Liberec         | República Checa | 2007-2009 |
| Udinese Calcio               | Italia          | 2009-2012 |
| Cádiz C. F. (cedido)         | España          | 2009-2010 |
| Slavia de Praga (cedido)     | República Checa | 2010-2011 |
| A. S. Bari (cedido)          | Italia          | 2011      |
| Sigma Olomouc (cedido)       | República Checa | 2011-2012 |
| Sigma Olomouc                | República Checa | 2012-2015 |
| Bohemians Praga 1905         | República Checa | 2015-2016 |
| Alanyaspor                   | Turquía         | 2016-2017 |
| F. C. Fastav Zlín            | República Checa | 2017-2018 |
| Heart of Midlothian F. C.    | Escocia         | 2018-     |
| St. Mirren F. C. (cedido)    | Escocia         | 2020      |
| St. Johnstone F. C. (cedido) | Escocia         | 2021      |

## Palmarés

### Distinciones individuales
| Distinción                               | Año  |
| ---------------------------------------- | ---- |
| Jugador revelación de la República Checa | 2007 |